# Drepanium fertile
Drepanium fertile là một loài Rêu trong họ Hypnaceae. Loài này được (Sendtn.) G. Roth mô tả khoa học đầu tiên năm 1904.